# ホロン (民俗舞踊)

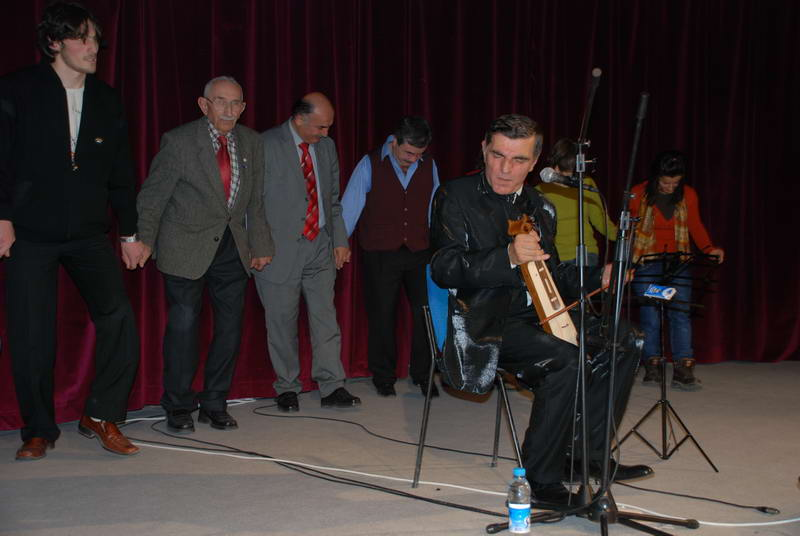
ケメンチェの名手 Yusuf Cemal Keskinとホロン, トルコ 2007

ホロン(トルコ語: horon)は黒海地方 (トルコ)由来の民俗舞踊の一種である。名称は(ギリシア語: χορός)に由来する。

## 歴史
ホロンはポントス人の伝統的な踊りである。黒海沿岸の現在のトルコ北部であるポントス地方が起源である。

## 特徴
多くのポントスの踊りは、ギリシアの踊りと概して同じであるが、ギリシャの踊りのようなリーダを持たない点でペルシャや中東地域の踊りにも似ている。踊りの特徴に、背中を軸にして上半身をすばやく振る「tremoulo」(Τρέμουλο)という動作がある。

## ホロンの種類

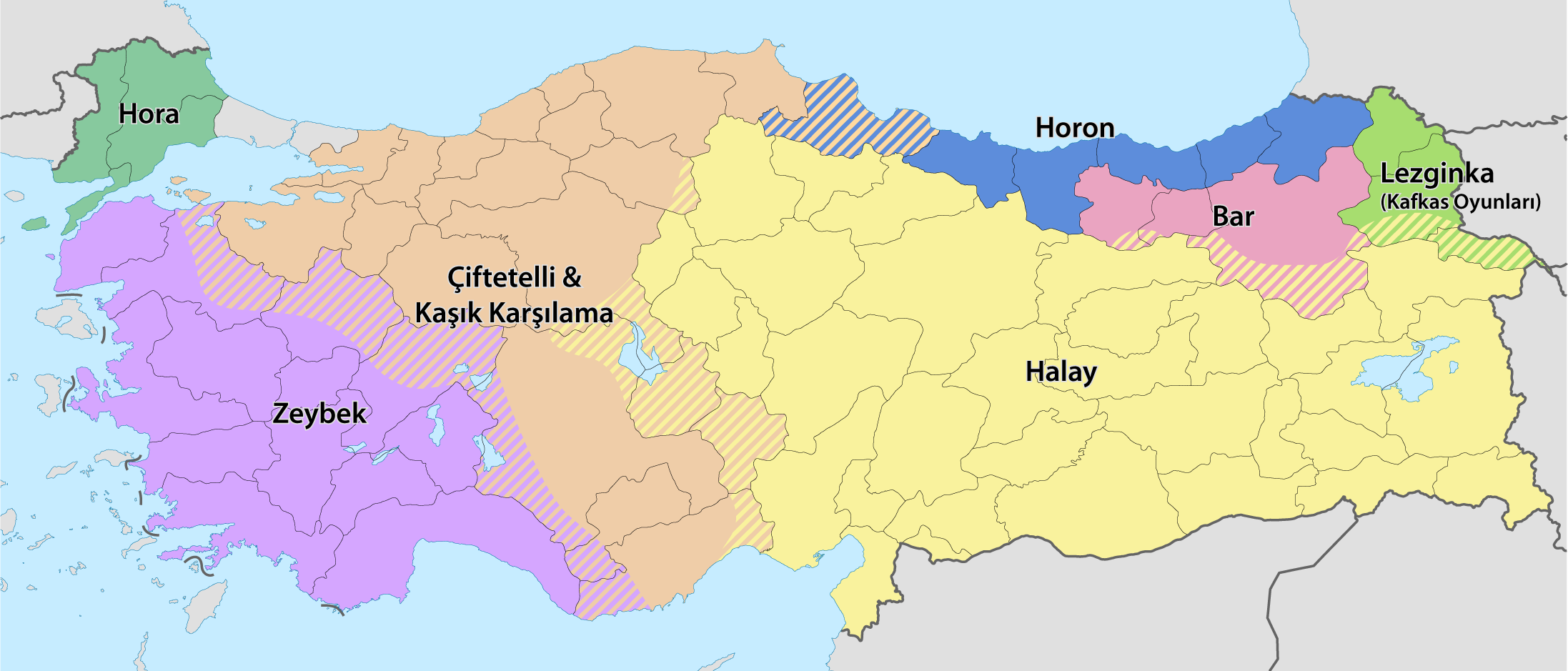
地域ごとの踊りの様式:

- オマル (民族舞踊)（英語版）(ギリシア語: ομάλ、トルコ語: düz horon) :「落ち着いた、普通の」の意
- ティク（英語版）(ギリシア語: τικ、トルコ語: dik) :「垂直」の意
- Argon(ギリシア語: αργόν) :「ゆっくりとした(踊り)」の意
- Tromakton(ギリシア語: τρομαχτόν、トルコ語: titreme horonu) :「激しい(踊り)」の意
- So gonaton(ギリシア語: σο γόνατον) :「膝の上で」の意
- Langefton(ギリシア語: λαγκευτόν) :「ジャンプ・ホップ（の踊り）」の意
- Karslidikon(ギリシア語: καρσλίδικον) :「カルスからの踊り」の意
- Diplon(ギリシア語: διπλόν) :「二重（の踊り）」の意
- ディパット(ギリシア語: διπάτ) 或いは Giavaston(ギリシア語: γιαβαστόν) :「二重のステップ」の意。トルコ語: ikiayak horon)
- Ters(ギリシア語: τερς、トルコ語: ters) :「間違った(踊り)」の意。トルコのヨズガト県由来で、アクダウマンデニ（英語版）由来のものと、Kioumoush Maten 由来のものの2つが知られている。
- Tas(ギリシア語: τας)
- Trigona(ギリシア語: τρυγόνα、トルコ語: dirvana) :「鳩」の意。トラブゾン、マチカ（英語版）(ギリシア語: Ματσούκα)、 ギレスン(古代ギリシア語: Κερασοῦς)のそれぞれの踊りがある。
- Seranitsa(ギリシア語: σερανίτσα) 或いは Laz horon :ラズ人に関係する踊り。トラブゾン由来のものと、Sherianan 由来のものの2つが知られている。
- セラ (民族舞踊)（英語版）(ギリシア語: σέρρα、トルコ語: sıksara horon) :トラブゾンの river Serra に由来。
- Masher或いは Maheria(ギリシア語: Μαχαίρια) 或いはピュリケー(ギリシア語: πυρήχειος、トルコ語: bıçak oyunu) : 古代の歴史家クセノポンによって、“the sound of fire”に描かれた古代のギリシャの踊り（映画「アダムス・ファミリー」にて、ゴメズ・アダムスが Masher を踊っているゴメズ・アダムスが Masher を踊っている[要検証 – ノート]。）
- Kots(ギリシア語: κοτς) :「踵の踊り」の意
- コツァリ（英語版）(ギリシア語: κότσαρι、トルコ語: koçari) :「踵の踊り」の意
- Almatsouk(ギリシア語: αλματσούκ)
- Titara(ギリシア語: τίταρα) :ギュミュシュハーネ由来のものと、カルス由来のものの2つが知られている。
- Giurvalandun(ギリシア語: γιουρβαλαντούν)
- Samson (σαμσόν) : サムスン_(都市)由来。
- Etere(ギリシア語: έτερε)
- カルシラマス（英語版）(ギリシア語: καρσιλαμάς、トルコ語: karşılama) :「面と向かって」の意
- Pipilomatena(ギリシア語: πιπιλομάτενα) : 「優しい瞳で」の意
- Tsurtuguzus(ギリシア語: τσουρτούγουζους)
- Momogera(ギリシア語: μομόγερα、トルコ語: momoyer) :「未熟な老人」の意
- アツァパット（英語版）(ギリシア語: ατσαπάτ、トルコ語: koçari) :Akçaabat（英語版）由来の踊り。
- Gemura(ギリシア語: γέμουρα) : トラブゾン県のヨムラ（英語版）由来の踊り。
- Diplon Omal(ギリシア語: διπλόν ομάλ) : 「二重のオマル (民族舞踊)（英語版）」の意
- Kalon Korits(ギリシア語: καλόν κορίτσ) :「良い少女」の意
- Kymishanalidikon(ギリシア語: κιμισχαναλίδικον) : ギュミュシュハーネ由来の意。
- Dolme(ギリシア語: ντολμέ)
- Utsai(ギリシア語: ούτσαϊ)
- Sarikuz(ギリシア語: σαρικουζ、トルコ語: sarı kız) :「金髪の少女」の意
- Siton(ギリシア語: σιτόν)
- Tamsara (τάμσαρα), “from Tamzara town”, ギレスン県のアルメニア人の村 Tamzara（現Şebinkarahisar（英語版）[1])に由来する踊り。タンザラ[2]の一種。
- Tyrfon(ギリシア語: τυρφόν)
- Etere(ギリシア語: φόνα) <>
- Hala-Hala(ギリシア語: χάλα-χάλα)
- Halai(ギリシア語: χαλάϊ) : ハライ（英語版）の一種